# Wilhelmitana

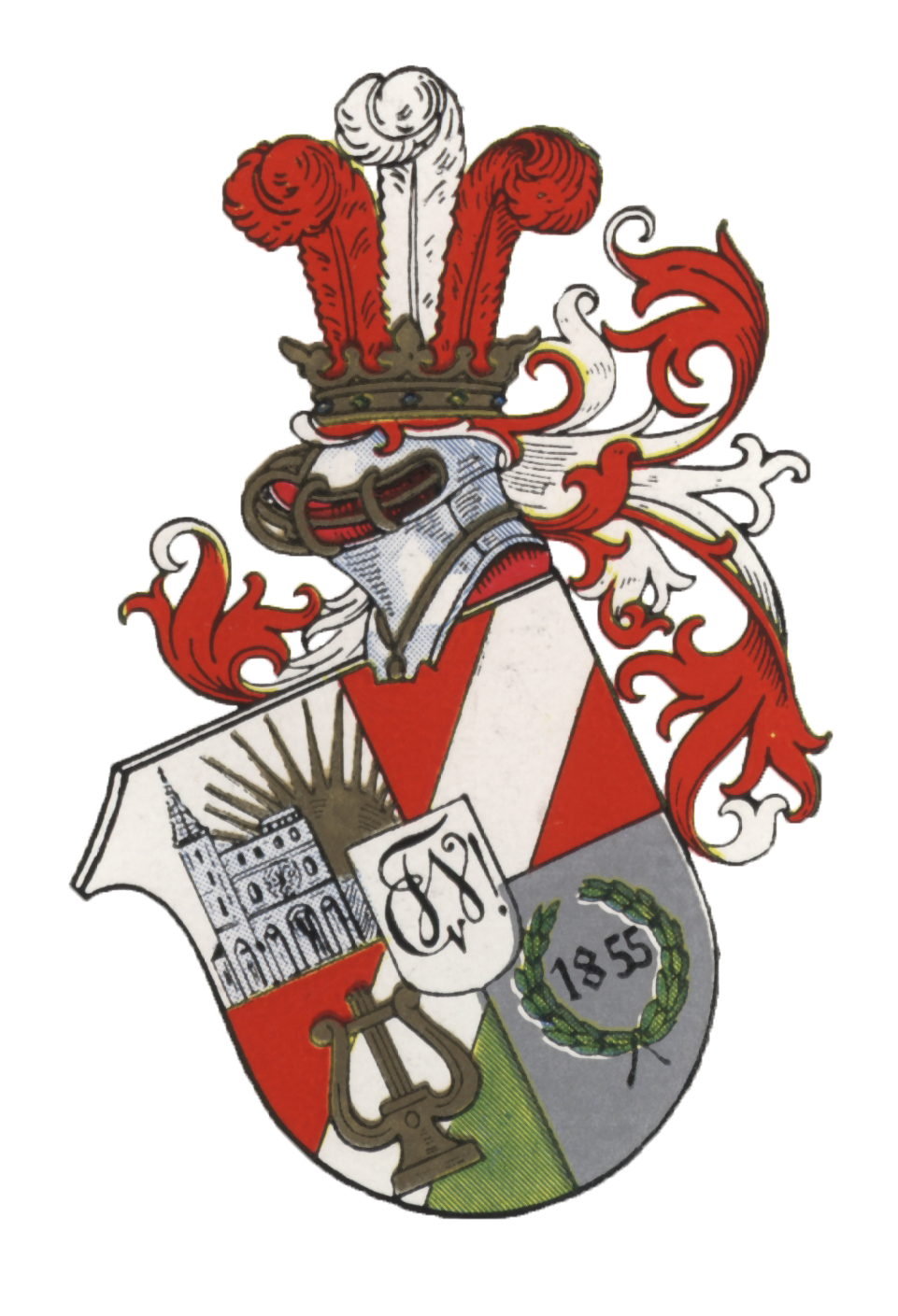
Les armes de l'association.

Wilhelmitana est une association d’étudiants, d’obédience théologique libérale luthérienne. Il s'agit d'une fraternité étudiante de tradition germanique fondée à Strasbourg en novembre 1855. 
Albert Schweitzer et Victor Nessler en furent membres. Frédéric Guillaume Liebrich en fut le trésorier.
En 1871, lorsque le traité de Francfort rattache l'Alsace-Lorraine à l'empire allemand, le nombre de professeurs et d'étudiants alsaciens à l'université de Strasbourg diminue fortement du fait de l'exil de nombre d'entre eux vers la France. Strasbourg compte alors deux fraternités étudiantes alsaciennes : Argentina et Wilhelmitana ; seule la première montre une orientation plutôt germanophile, Wilhelmitana adoptant une attitude attentiste. Les étudiants issus des différents états allemands ne s'impliquent pas dans ces deux fraternités, ils se regroupent en fonction de leurs origines géographiques.
La villa Wilhelmitana est un foyer d'étudiants rattaché au Stift. Elle tient son nom du couvent Saint-Guillaume, où se trouvait le Collegium Wilhelmitanum. Elle est située rue des Hannetons à Strasbourg.